# 誰かがサズを弾いていた
「誰かがサズを弾いていた」（だれかがサズをひいていた）は、NHKの『みんなのうた』で、2011年4月-5月に放送された歌。

## 概要
作詞：友利歩未、作曲：ヤドランカ、編曲：渡辺俊幸　　番組では1曲5分枠で放送された。
サラエボ出身の歌手、ヤドランカが歌う民族楽器サズのエキゾチックな音色に乗せて、吟遊詩人さながらシルクロードの夢を語った子守唄であり、映像中にもヤドランカ本人がサズを演奏するシーンが見られる。
曲中に登場する人形、造形物等は宇野亜喜良が製作、映像は岡野正広が手掛けており製作テーマとして「いい意味で子供がトラウマになるような作品にする」ということを掲げていた。この映像は2011年にNHKエンタープライズより発売されたDVD「NHK みんなのうた　2009～2011」に収録されている。
2011年4月27日に日本コロムビアより発売されたみんなのうた関連のCDである「NHK みんなのうた　50　アニバーサリー・ベスト～誰かがサズを弾いていた ～」と2016年にはヤドランカのアルバムである「Hvala フヴァーラ ～ありがとう ヤドランカ・ベスト」に音源が収録されている。
初回放送から2年後の2013年10月19日、11月16日に「みんなのうたリクエスト」で初めて再放送され、ヤドランカが没した2016年5月から約1年後にあたる2017年8-9月にも再放送が行われた。また同年7月に発売された番組テキストには元プロデューサーの川崎龍彦が追悼をこめてヤドランカとの出会いや彼女の生い立ち、楽曲の見所について綴っている。